# Asesinato de Kendra Contreras
El asesinato de Kendra Contreras ocurrió el 3 de marzo de 2021 en Somotillo, Nicaragua, cuando dos individuos identificados como Bernardo Pastrana y Jorge Mondragón torturaron a Lala, como era conocida Kendra Contreras, y luego la asesinaron mediante lapidación. Los asesinos fueron condenados a cadena perpetua, la primera sentencia de este tipo en Nicaragua.

## Hechos
La noche del 2 de marzo de 2021, Kendra Contreras, una mujer trans de 22 años, nacida el 2 de septiembre de 1998 y conocida como Lala, fue invitada a un bar del municipio de Somotillo por dos individuos, Bernardo Aristides Pastrana Ochoa, alias “El Piche”, de 29 años, y Jorge Luis Mondragón Acosta, alias “Tres Patas”, de 28 años de edad. Tras beber cerveza los tres discutieron y Lala se retiró del lugar con dirección a su casa, donde vivía con su madre y tres hermanos.
Camino a su hogar, Lala fue alcanzada por Mondragón, quien montaba a caballo, la atrapó con una soga por el cuello y la arrastró 100 metros. Luego, los dos hombres apedrearon a Contreras en la cabeza, para posteriormente arrastrarla de los pies unos 300 metros más. Cuando Kendra falleció, los dos indivudios lanzaron su cadáver a un lado del camino.
El cuerpo de Lala fue encontrado a las 11:30 del 3 de marzo entre la maleza de un paraje cercano al mercado de Somotillo por un transeúnte que buscaba leña en la zona.

## Proceso judicial
El juicio comenzó el 18 de mayo de 2021. Tres días después, el 21 de mayo, la Fiscalía probó su acusación contra Bernardo Pastrana y Jorge Mondragón, por lo que fueron hallados culpables del asesinato de Contreras y condenados a cadena perpetua revisable a los 30 años de cumplida la pena por la jueza Rosa Velia Baca, titular del Juzgado Primero Distrito Penal de Juicio de Chinandega. Fue la primera sentencia de este tipo en aplicación de la Ley 1058, que reformó el artículo 37 de la Constitución de Nicaragua y que entró en vigencia el 19 de enero de 2021. Durante el proceso judicial, no se reconoció la identidad de género de Kendra Contreras.
Sin embargo, para las organizaciones y activistas LGBT+, como Ludwika Vega, la condena no garantiza la seguridad de las personas trans en Nicaragua.